# 함평군의 농어촌버스
함평군의 농어촌버스는 전라남도 함평군의 대표적인 시내 대중교통 수단이다.
2010년 현재 2개의 노선이 운행중이며, 운수업체로는 함평교통과 함평군민교통이다. 함평군민교통에서 운행하는 버스는 모두 100번을, 함평교통에서 운행하는 버스는 모두 500번을 달고 운행하며, 번호만 같고 운행 시간마다 행선지가 다른 점이 특징이다. 100번은 모두 함평시외버스터미널을 기점으로 하여 운행하지만, 500번은 일부 노선의 경우 광천터미널을 기점으로 하여 운행하기도 한다.

## 운임
2018년 10월 1일 기준이다.
| 종류 | 나이                    | 현금 (원) | 카드 (원) |
| ---- | ----------------------- | --------- | --------- |
| 일반 | 어른 (만 19세 이상)     | 1,000     | 1,000     |
| 일반 | 청소년 (만 13세 ~ 18세) | 800       | 800       |
| 일반 | 어린이 (만 7세 ~ 12세)  | 500       | 500       |

- 10km 까지는 기본 요금이며, 초과 구간에 대해서 1km 당 116.14원씩 추가요금이 붙는다.
- 2013년 7월 19일부터 광역환승제도 시행으로 광주광역시의 시내버스와 광주 도시철도로 환승할 때 환승할인을 받을 수 있다. 다만 광주광역시 경계를 진출입 할 경우에만 가능하다.
- 2018년 10월 1일부터 함평군 관내 한정으로 1000원으로 요금단일화가 진행 중이다. 다만 군 경계를 벗어나면 무조건 추가요금을 징수한다.
- 현재 함평군민교통 소속 노선들(100번)은 교통카드 사용이 불가하여 현금승차만 가능하다.

## 운수 업체
2015년 11월 기준이다.
| 운행업체     | 등록대수 |
| ------------ | -------- |
| 함평교통     | 28       |
| 함평군민운수 | 10       |
| 합계         | 38       |

## 운행 노선

### 100번
함평군민교통에서 운행한다.
| 방면             | 운행구간 | 운행구간 | 운행구간  | 경유지                 | 운행 횟수 | 비고                           |
| ---------------- | -------- | -------- | --------- | ---------------------- | --------- | ------------------------------ |
| 사거리, 함평역   | 함평     | ↔        | 함평역    | 사거리                 | 23회      | 휴일 6회 감회                  |
| 사거리, 함평역   | 함평     | ↔        | 대곡      | 함평역                 | 1회       |                                |
| 손불             | 함평     | ↔        | 손불      |                        | 3회       |                                |
| 손불             | 함평     | ↔        | 손불      | 수철, 손불, 수철, 죽장 | 2회       |                                |
| 손불             | 함평     | ↔        | 북성리    | 손불                   | 3회       |                                |
| 손불             | 함평     | ↔        | 북성리    | 손불, 죽장             | 1회       |                                |
| 손불             | 함평     | ↔        | 해은동    | 손불                   | 1회       |                                |
| 손불             | 함평     | ↔        | 해은동    | 손불, 소무             | 1회       |                                |
| 손불             | 함평     | ↔        | 안악      | 손불                   | 2회       |                                |
| 손불             | 함평     | ↔        | 소등      | 손불, 안악             | 1회       |                                |
| 손불             | 함평     | ↔        | 양재리    | 손불                   | 3회       |                                |
| 손불             | 함평     | ↔        | 죽장      | 손불, 양재리           | 1회       |                                |
| 손불             | 함평     | ↔        | 염산      | 손불                   | 2회       |                                |
| 상옥리, 매동     | 함평     | ↔        | 상옥리    | 대동                   | 4회       |                                |
| 백호리, 금곡     | 함평     | ↔        | 금곡      | 백호리                 | 4회       | 첫차 백호리까지만 운행         |
| 구봉, 신광, 불갑 | 함평     | ↔        | 불갑      |                        | 6회       | 휴일 3회 감회                  |
| 구봉, 신광, 불갑 | 함평     | ↔        | 불갑      | 구봉                   | 4회       |                                |
| 신계리, 무안     | 함평     | ↔        | 무안      | 신계리, 엄다           | 3회       |                                |
| 엄다, 무안       | 함평     | ↔        | 무안      | 사거리, 엄다           | 7회       | 1회 삼정리 경유, 휴일 1회 감회 |
| 영흥리           | 함평     | ↔        | 영흥리    | 화양리, 엄다           | 3회       |                                |
| 월호리           | 함평     | ↔        | 월호리    | 사거리, 학교           | 6회       |                                |
| 석정, 광진, 송암 | 함평     | ↔        | 송암      | 석정, 광진             | 4회       |                                |
| 신곡             | 함평     | ↔        | 신곡      | 사거리, 서당매         | 4회       |                                |
| 복천리           | 함평     | ↔        | 복천리    | 사거리, 원고막         | 6회       |                                |
| 마산리, 함평역   | 함평     | ↔        | 함평역    | 마산리                 | 2회       |                                |
| 마산리, 함평역   | 함평     | ↔        | 구 함평역 | 마산리                 | 2회       |                                |
| 연암리, 용천사   | 함평     | ↔        | 용천사    | 금성동, 회화정         | 4회       |                                |
| 보여리, 감산     | 함평     | ↔        | 감산      | 대동, 신광             | 4회       |                                |
| 동강             | 함평     | ↔        | 동강      | 사거리, 학교           | 2회       |                                |

### 500번
함평교통에서 운행한다.
| 방면         | 운행구간 | 운행구간 | 운행구간   | 경유지           | 운행 횟수               | 비고                                |
| ------------ | -------- | -------- | ---------- | ---------------- | ----------------------- | ----------------------------------- |
| 광주-문장    | 함평     | ↔        | 광주       | 문장             | 광주행 25회 함평행 31회 | 휴일 광주행 3회, 함평행 4회 감회    |
| 광주-영광    | 광주     | ↔        | 영광       | 월야, 문장       | 광주행 27회 영광행 25회 | 휴일 광주행 4회, 영광행 3회 감회    |
| 상무대       | 광주     | ↔        | 상무대입구 |                  | 4회                     |                                     |
| 광주-손불    | 광주     | ↔        | 손불       |                  | 광주행 7회 손불행 8회   |                                     |
| 무안         | 함평     | ↔        | 무안       |                  | 3회                     |                                     |
| 현화, 현경   | 함평     | ↔        | 현경       | 현화             | 11회                    | 1회 망운 경유, 휴일 1회 감회        |
| 주포, 손불   | 함평     | ↔        | 손불       | 주포             | 6회                     | 휴일 1회 감회                       |
| 주포, 손불   | 함평     | ↔        | 손불       | 주포, 석계       | 2회                     |                                     |
| 주포, 손불   | 함평     | ↔        | 손불       | 주포, 석계, 감남 | 2회                     |                                     |
| 자풍, 만흥   | 함평     | ↔        | 만흥       | 자풍             | 8회                     | 3회 군부대 경유                     |
| 보여리       | 함평     | ↔        | 보여리     |                  | 2회                     |                                     |
| 신광, 영광   | 함평     | ↔        | 영광       | 신광             | 2회                     | 영광에서 운행종료후 광주행으로 운행 |
| 백년         | 함평     | ↔        | 백년       |                  | 3회                     |                                     |
| 광주(대포리) | 함평     | ↔        | 광주       |                  | 광주행 17회 함평행 12회 |                                     |
| 용천사       | 광주     | ↔        | 용천사     | 문장             | 2회                     |                                     |
| 용천사       | 영광     | ↔        | 용천사     | 문장             | 1회                     |                                     |
| 복용마을     | 광주     | ↔        | 복용마을   | 문장             | 4회                     |                                     |
| 돌머리       | 함평     | ↔        | 돌머리     |                  | 11회                    |                                     |